# Kemi Badenoch
Kemi Badenoch (nata Olukemi Olufunto Adegoke; Wimbledon, 2 gennaio 1980) è una politica britannica, Segretario di Stato per le imprese e il commercio dal 2023 al 2024 nel governo Sunak e membro del Parlamento per il partito Conservatore dal 2017. È stata più volte ministro in diversi ruoli.
Il 2 novembre 2024, è stata eletta leader del Partito Conservatore diventando la prima donna nera a guidare uno dei principali partiti.
Sostenitrice della Brexit nel referendum del 2016 sull'adesione all'Unione europea, viene eletta alle elezioni generali del 2017. Membro dell'assemblea di Londra, le successe Susan Hall nel 2017. Dopo che Boris Johnson è diventato primo ministro nel luglio 2019, Badenoch è stata nominata sottosegretario di Stato parlamentare per l'Infanzia e la Famiglia nel governo Boris Johnson. Nel rimpasto di febbraio 2020, è stata nominata segretario di Stato al Tesoro e sottosegretario di Stato parlamentare per le Parità. Nel settembre 2021 è stata promossa ministro di Stato per le Parità e nominata ministro di Stato per gli Enti locali, la Fede e le Comunità.
Nel luglio 2022 si è dimessa da ministro e, dopo l'annuncio delle dimissioni di Boris Johnson, ha annunciato la sua candidatura alle elezioni per la leadership del partito Conservatore. A seguito della sconfitta dei conservatori alle elezioni generali del 2024 e le successive dimissioni del governo Sunak, Kemi Badenoch ha lasciato tutti gli incarichi ministeriali. Dopo l'abolizione del suo collegio elettorale, si è candidata per quello di North West Essex, risultando eletta.

## Biografia
Badenoch è nata nel 1980 nel quartiere di Wimbledon, Londra; da Femi e Feyi Adegoke, entrambi di origine nigeriana (etnia Yoruba). Suo padre era un medico di base e sua madre una professoressa di fisiologia. Ha un fratello di nome Fola e una sorella di nome Lola.  Badenoch passò la sua infanzia tra gli Stati Uniti d'America (dove insegnava sua madre) e Lagos, in Nigeria. A causa del deterioramento della situazione politica ed economica in Nigeria, che aveva colpito la sua famiglia, tornò nel Regno Unito all'età di 16 anni per vivere con un'amica di sua madre. Sebbene nata nel Regno Unito, durante il suo discorso inaugurale parlamentare Badenoch dichiarò di essere "a tutti gli effetti un'immigrata di prima generazione".
Ha studiato al Phoenix College, una ex scuola di istruzione superiore a Morden, a sud di Londra, mentre lavorava in una filiale di McDonald's. Durante questo periodo, ha detto di essere "diventata classe operaia". Quindi ha studiato Ingegneria dei Sistemi Informatici all'università del Sussex laureandosi nel 2003. Ha lavorato inizialmente nel settore IT, prima come software engineer presso Logica (poi CGI Group) dal 2003 al 2006. Nello stesso periodo ha studiato legge part-time alla Birkbeck, Università di Londra, completando il percorso di studi nel 2009. Badenoch ha poi lavorato come analista di sistemi presso il Royal Bank of Scotland Group, prima di intraprendere una carriera nella consulenza e nei servizi finanziari, lavorando come direttrice associata della banca privata e gestore patrimoniale Coutts dal 2006 al 2013 e successivamente come direttrice digitale presso The Spectator dal 2015 al 2016.

## Opinioni politiche

### Partito Conservatore
Molti considerano Badenoch un membro dell'ala destra del partito Conservatore. Lei stessa si è descritta personalmente come appartenente all'"ala liberale" del partito che "non è veramente di sinistra su nulla". Ha identificato il filosofo Roger Scruton e l'economista Thomas Sowell come le sue influenze, citando Basic Economics di Sowell come un'influenza. È stata anche caratterizzata come una politica conservatrice sociale e "anti-woke".

### Relazioni razziali
Durante un dibattito alla camera dei Comuni nell'aprile 2021, Badenoch ha criticato la risposta del partito Laburista a un rapporto compilato dalla Commissione sulle disparità razziali e etniche che aveva dichiarato che la Gran Bretagna non era istituzionalmente razzista. I laburisti avevano descritto il rapporto come una "selezione di dati", mentre l'ex deputata del partito Dawn Butler ha affermato che il rapporto era "un'illuminazione su scala nazionale", descrivendo coloro che lo hanno messo insieme come "guardiani razziali". Badenoch ha accusato i laburisti di "false dichiarazioni intenzionali" sul rapporto e ha risposto ai commenti di Butler affermando: "È sbagliato accusare coloro che sostengono un approccio diverso come negazionisti del razzismo o traditori della razza. È ancora più irresponsabile, pericolosamente, chiamare persone appartenenti a minoranze etniche con insulti razzisti come ‘Zio Tom’, ‘noci di cocco’, ‘schiavi domestici’ o ‘negri domestici’, per aver osato pensarla diversamente". 
In un dibattito sul Black History Month alla camera dei Comuni nell'ottobre 2020, ha ribadito l'opposizione del governo alle scuole primarie e secondarie che insegnano il privilegio dei bianchi e simili "elementi di teoria critica della razza" come fatti incontestati. I lettori di Conservative Home hanno votato come "discorso dell'anno" quello di Badenoch sulla teoria critica della razza 2020, nel quale la stessa ha affermato che qualsiasi scuola che insegni "elementi della teoria politica della razza come fatti, o che promuova opinioni politiche di parte come il taglio dei finanziamenti alla polizia senza offrire un trattamento equilibrato delle opinioni opposte, compie una violazione della legge”. 
Durante il lancio della sua campagna di leadership del Partito Conservatore, Badenoch ha espresso critiche alla politica dell'identità in un articolo del 2022 per The Times, sostenendo che "la politica dell'identità non riguarda la tolleranza o i diritti individuali, ma l'esatto opposto dei nostri valori britannici cruciali e duraturi".

### Colonialismo
Per quanto riguarda la storia coloniale del Regno Unito, Badenoch ha sostenuto che "sono accadute cose terribili durante l'impero britannico, sono accadute altre cose belle e dobbiamo raccontare entrambi i lati della storia". 
Nei messaggi WhatsApp trapelati, Badenoch ha detto: "Non mi interessa il colonialismo perché [io] so cosa stavamo facendo prima che il colonialismo arrivasse lì" e ha sostenuto che gli europei "sono arrivati e hanno semplicemente creato un gruppo diverso di vincitori e vinti" sul continente africano. Ha anche affermato che prima della colonizzazione, "non c'è mai stato alcun concetto di 'diritti', quindi [le] persone che hanno perso erano le vecchie élite, non la gente comune". In un'intervista con Sky News, Badenoch è diventata il primo ministro del governo a parlare yoruba e ha spiegato che, sebbene credesse che il colonialismo avesse un impatto, molti dei problemi che la Nigeria deve affrontare non erano dovuti al colonialismo ma alla governance.

### Diritti LGBT
Nel 2019, Badenoch si è astenuta dalla votazione per estendere i diritti al matrimonio tra persone dello stesso sesso all'Irlanda del Nord. Nel marzo 2021, Badenoch è stata incoraggiata a "considerare la sua posizione" di ministro per le Pari opportunità da Jayne Ozanne, una dei tre consiglieri LGBT governativi che hanno lasciato i loro ruoli a causa della decisione del governo di non includere la terapia di conversione transgender nei suoi piani per vietare la terapia di conversione gay. La stessa Ozanne ha descritto un discorso di Badenoch sulla questione come "spaventoso" e "la goccia che fa traboccare il vaso". 
In qualità di ministro di Stato per le Pari opportunità, Badenoch si è opposta ai piani della Financial Conduct Authority per consentire ai dipendenti trans di autoidentificarsi sul posto di lavoro, e si è opposta ai bagni di genere neutro negli edifici pubblici. 
Nel 2021, Vice News ha affermato di aver ricevuto audio del 2018 in cui Badenoch prendeva in giro il matrimonio gay, si riferiva alle donne trans come "uomini" e utilizzava il termine “transessuale” che è considerato offensivo da alcune persone trans.

### Commenti sui millennial
Nel 2018, Badenoch ha commentato gli atteggiamenti di moralità sessuale tra i millennial: "Quando guardo molte delle cose che vedi sui social media su come – penso sia anche una cosa generazionale – i più giovani guardano ai comportamenti appropriati e cos'è un avance sessuale, cos'è una molestia sessuale e così via; per me, in realtà sta diventando molto più puritano di qualsiasi cosa abbia mai visto quando avevo vent'anni o quando ero adolescente".

## Vita privata
Kemi è sposata con Hamish Badenoch; hanno due figlie e un figlio. Hamish lavora per Deutsche Bank ed è stato consigliere Conservatore dal 2014 al 2018 nel Merton London Borough Council, in rappresentanza del Wimbledon Village. Ha anche sfidato senza successo Foyle per i Conservatori dell'Irlanda del Nord alle elezioni generali del 2015.
Badenoch è stata membro del consiglio dell'associazione per l'edilizia abitativa Charlton Triangle Homes fino al 2016 ed è stata anche governatrice della scuola del collegio San Tommaso apostolo (St Thomas the Apostle College) di Southwark e della Jubilee Primary School.
Badenoch si descrive come un'agnostica con valori culturali cristiani e osserva che suo nonno materno era un ministro metodista in Nigeria.